# Internet Research Task Force
L'Internet Research Task Force (IRTF) si concentra su questioni di ricerca a lungo termine legati a Internet, mentre l'organizzazione parallela: Internet Engineering Task Force (IETF), si concentra sulle questioni a più breve termine di ingegneria informatica e degli standard internet. L'IRTF promuove la ricerca e l'importanza dell'evoluzione di Internet creando gruppi di ricerca a lungo termine che lavorano su temi legati ai protocolli di Internet, alle applicazioni e architettura tecnologica.

## Organizzazione
L'IRTF è composto da un certo numero di gruppi di ricerca mirata e a lungo termine. Questi gruppi lavorano su argomenti relativi a protocolli Internet, applicazioni, architettura e tecnologia. I gruppi di ricerca hanno un'appartenenza stabile e a lungo termine, necessaria per promuovere lo sviluppo della collaborazione e del lavoro di squadra per esplorare temi di ricerca informatica. La partecipazione è data da singoli contribuenti, piuttosto che da rappresentanti di organizzazioni. La lista dei gruppi può essere trovata nell'homepage del sito dell'IRTF.